# Połoz drabinkowy
Połoz drabinkowy (Zamenis scalaris) – duży wąż z rodziny połozowatych występujący w południowej Europie.

## Wygląd
Połoz drabinkowy jest silnym wężem o gładkich łuskach, osiąga 100–150 cm długości. Wierzch ciała koloru żółtego lub żółtobrązowego, z dwoma wyraźnymi ciemnymi podłużnymi pasami. Młode osobniki mają na grzbiecie poprzeczne plamy w kształcie litery „H”, przypominające kształtem drabinkę (stąd nazwa). Głowa mała. Brzuch węża jest białawy lub żółtawy do żółtobrązowego.

## Występowanie
Występuje na Półwyspie Iberyjskim i francuskim wybrzeżu Morza Śródziemnego. Zasiedla suche, kamieniste, porośnięte krzewami zbocza, widne lasy, ruiny, zdziczałe ogrody i winnice.

## Tryb życia
Wąż ten prowadzi dziennozmierzchowy, naziemny tryb życia. Podczas największych upałów poluje także w nocy. Potrafi dobrze się wspinać, jest szybki i agresywny; gdy czuje się zagrożony, głośno, ostrzegawczo syczy. Poluje na drobne gryzonie, ptaki i jaszczurki, które dusi splotami ciała. Schwytany może dotkliwie pokąsać. Wąż ten nie jest jadowity.